# Mekere Morauta

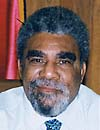
Mekere Morauta (2000)

Mekere Morauta (* 12. Juni 1946 in Kukipi, Territorium Papua; † 19. Dezember 2020 in Brisbane, Australien) war ein papua-neuguineischer Politiker. Er war Premierminister von 1999 bis 2002, später Parlamentsabgeordneter für Port Moresby North-West im Parlament von Papua-Neuguinea und bis August 2006 Vorsitzender der National-Capital-District-Kommission.

## Leben
Mekere Morauta wurde in Kukipi geboren, einem Dorf an der Küste östlich von Kerema in der heutigen Gulf Province von Papua-Neuguinea. Er ging zur örtlichen Grundschule, dann an die Kerema High School und an die Sogeri National High School. Er studierte an der Universität von Papua-Neuguinea, die er 1970 als  Bachelor of Economics abschloss, und war als Austauschstudent an der Flinders University in Adelaide, South Australia.
Nach der Universität machte er eine herausragende Karriere als Nationalökonom im öffentlichen Dienst und in der freien Wirtschaft. 1975 wurde Morauta zum ersten papua-neuguineischen Finanzminister berufen. Dieses Amt übte er bis 1982 aus. Er war Direktor der staatlichen Handelsbank, der Papua-Neuguinea-Bankkorporation (1983–1992), und Gouverneur der Landeszentralbank von Papua-Neuguinea (1992–1996). Im Juli 1997 wurde er als Abgeordneter für den Wahlbezirk Port Moresby North-West in das Parlament von Papua-Neuguinea gewählt.
Morauta war ein Mitglied der sogenannten Gang of Four, einer Gruppe einflussreicher junger Staatsbeamter, die in der ersten Dekade der Unabhängigkeit ab 1975 eine wichtige Rolle bei der Stabilisierung der öffentlichen Verwaltung im Zusammenwirken mit den politischen Kräften Papua-Neuguineas spielte. (Die anderen Mitglieder der Gruppe waren Charles Lepani, Rabbie Namaliu und Anthony Siaguru, Namaliu wurde ebenfalls Premierminister.)
Am 14. Juli 1999 wählte das Parlament in Port Moresby Morauta, den Vorsitzenden der PDM (People’s Democratic Movement), zum Premierminister. Nach seiner Amtseinführung brach er sofort die diplomatischen Beziehungen zu Taiwan ab, die sein Vorgänger Bill Skate mit der Unterzeichnung eines Abkommens über die gegenseitige Anerkennung und die Aufnahme diplomatischer Beziehungen zwischen Papua-Neuguinea und Taiwan zwei Wochen vorher aufgenommen hatte. Seine Regierung erreichte Fortschritte mit einem politischen und wirtschaftlichen Reformprogramm. Zentrale Führungspositionen wurden umbesetzt und die Zusammenarbeit mit internationalen Finanzinstitutionen wurde wieder aufgenommen. Im August 2002 wurde Mekere Morauta nach einer chaotischen Wahl von Michael Somare als Premierminister abgelöst.
Am 8. August 2011 wurde er Minister für Staatliche Unternehmen in der Regierung von Peter O’Neill.
Mekere Morauta war mit Roslyn Morauta verheiratet und hatte zwei Söhne aus einer früheren Ehe.